# Нађа Петрова
Надежда „Нађа“ Викторовна Петрова (рус. Надежда „Надя" Викторовна Петрова; Москва, 8. јун 1982) је бивша руска професионална тенисерка.
Најбољи пласман Петрове на ВТА листи је 3. место, до ког је стигла након победе над Жистин Енен у финалу турнира у Берлину маја 2006. Два пута је долазила до полуфинала Ролан Гароса (2003. и 2005). Њен тренутни пласман на ВТА листи је 20. место.

## Породица
Петрова је рођена у Москви. Оба њена родитеља су били спортисти. Њена мајка Надежда Иљина освојила је бронзану медаљу у трци на 400 метара на Олимпијским играма 1976. у Монтреалу. Оба њена родитеља и данас раде као тренери. Као дете, Нађа је доста путовала са својим родитељима. Једно време је чак живела у Египту, где је почела да тренира тенис, а тренирали су је Мохамед Сеиф и њени родитељи.

## Каријера

### Почеци
Као јуниорка, Петрова је освојила Отворено првенство Француске 1998. године, победивши Јелену Докић у финалу. Исте године је била финалисткиња престижног јуниорског "Orange Bowl" турнира, у чијем финалу ју је поразила Јелена Дементјева. Такође је 1999. била финалисткиња јуниорског Отвореног првенства Сједињених Држава, а у финалу ју је победила Лина Красноруцкаја.
У мају 1998, Петрова је играла свој први професионални турнир, добивши специјалну позивницу организатора Варшава опена. Победила је Сандру Клејнову у првом колу, али ју је у другом поразила Џоанет Крегер. Такође је добила специјалну позивницу организатора да учествује на Купу Кремља у њеном родном граду Москви. У првом колу поразила је Иву Мајоли, која је тада била рангирана међу првих 20 тенисерки света. Крајем 1999. године, Петрова се нашла међу првих 100 тенисерки на ВТА листи.
2000. године је достигла треће коло Отвореног првенства Аустралије и четвртфинале Мајами опена. У четвртфиналном мечу у Мајамију ју је поразила Линдси Давенпорт. Завршила је сезону као педесета играчица планете, што је тада била њена највиша позиција на ВТА листи. 2001. је достигла четврто коло Отвореног првенства Француске и Отвореног првенства Сједињених Држава, као и 38. позицију на ВТА листи. Нажалост, 2002. је била онемогућена да игра због повреда, што је проузроковало да испадне из првих 100 тенисерки света.

### 2003.
Као 76. играчица света, достигла је полуфинале Ролан Гароса, победивши током такмичења бивше прве тенисерке планете, Монику Селеш и Џенифер Капријати. Тако је постала трећа најниже рангирана тенисерка која је играла полуфинале овог гренд слема. Након овог турнира, постала је 30. играчица света. Уследила су полуфинала турнира у Хертохенбосу, Цириху и Филаделфији, а у два од та три полуфинална меча изгубила је од Жистин Енен-Арден. Ушла је у топ 20 играчица планете по први пут у својој каријери након што је достига треће коло Роџерс Купа. На крају сезоне се налазила на 12. позицији ВТА листи. Пред крај сезоне је такође достигла и своје прво финале, на турниру у Линцу, када ју је поразила Ај Сугијама (7-5, 6-4).

### 2004.
Петрова је имала прилично успешну сезону. Одмах, на самом почетку, достигла је своје друго финале на турниру Гоулд Коусту, у ком ју је опет поразила Ај Сугијама. Али, на Отвореном првенству Аустралије је изгубила већ у првом колу, када ју је победила Анико Капрос (6-3, 6-3).
У марту 2004, Петрова коначно улази међу десет најбољих тенисерки на свету, и то као број девет. Ту позицију достигла је након Мајами опена, на ком је изгубила у полуфиналу. Током турнира, победила је Марију Кириленко, Емили Луа, Алишу Молик и Натали Деши, а поражена је од стране Јелене Дементјеве (6-4, 6-2). Исти резултат поновила је на турниру у Амелија Ајланду, где ју је победила Линдси Давенпорт (у четвртфиналном мечу је савладала Серену Вилијамс). Након овог турнира, заузела је 7. позицију на ВТА листи. Ипак, испала је из топ 10 када је поражена у трећем колу Ролан Гароса, а бранила је поене из полуфинала.
На Отвореном првенству Сједињених Држава остварила је једну од највећих победа у својих каријери, поразивши Жистин Енен-Арден у четвртом колу. У том тренутку, Енен је била прва тенисерка света и такође је бранила титулу из 2003. године. То је била прва победа Петрове у мечу против прве тенисерке на ВТА листи. Изгубила је у четвртфиналу од Светлане Кузњецове, која је пет дана касније освојила овај турнир. До краја сезоне, играла је три полуфинала - у Балију, Линцу и Филаделфији. Завршила је сезону на 12. месту, истом на коју је завршила и прошлогодишњу сезону.

### 2005.
Сезону 2005. није почела успешно, изузев четвртфинала турнира у Сиднеју и Гоулд Коусту. Достигла је четврто коло Отвореног првенства Аустралије, када ју је поразила Серена Вилијамс. Достигла је полуфинале турнира у Паризу, а тада ју је победила Амели Моресмо. Мери Пирс поразила ју је у четвртом колу турнира у Индијан Велсу.
Петрова је достигла своје треће финале у каријери на Немачка опену у Берлину, а током такмичења је победила Клару Закопалову, Мери Пирс, Амели Моресмо и Јелену Јанковић, а у самом финалу поразила ју је Жистин Енен-Арден. Захваљујући овом резултату, вратила се међу десет најбољих тенисерки на свету (као број 9). Међу првих десет остала је наредне две године, пре него што је испала из топ 10 у мају 2007.
Поновила је свој резултат из 2003. године када је достигла полуфинале Ролан Гароса. У полуфиналном мечу поразила ју је Енен са 6-2, 6-3, али је достигла 8. место на ВТА листи. Неколико недеља касније, Петрова је достигла своје прво вимблдонско четвртфинале. У четвртфиналном мечу Вимблдона 2005, поразила ју је Марија Шарапова, која је касније поражена у финалу од стране Винус Вилијамс. Након Вимблдона, достигла је пет узастопних полуфинала: на Лос Анђелес опену, Роџерс Купу, Отвореном првенству Сједињених Држава, Луксембург опену и турниру у Филдерштату.
На Бангкок опену достигла је своје четврто финале у каријери, у коме ју је победила Никол Вајдишова са 6-1, 6-7(5), 7-5. Две недеље касније, Петрова је коначно освојила своју прву титулу, Линц опену, одржаном у Линцу, Аустрија. У финалу је победила Пати Шнидер у три сета (4-6, 6-3, 6-1). Успех те сезоне значио је да се квалификовала за ВТА првенство у Лос Анђелесу. У такмичењу по групама остварила је једну победу (над Маријом Шараповом) и два пораза (у мечевима против Пати Шнидер и Линдси Давенпорт). Ипак, већина људи сматра да је Марија Шарапова пустила Петрову да победи, будући да је већ имала загарантовано учешће у полуфиналу.

### 2006.
Петрова је почела сезону 2006. достизањем полуфинала АСБ класика у Окланду. Била је први носилац, али је предала свој полуфинални меч Марион Бартоли. Такође је предала свој четвртфинални меч у Сиднеју. На Отвореном првенству Аустралије изгубила је у четвртфиналном мечу против Марије Шарапове. Такође је достигла четвртфинал турнира у Паризу и Антверпену. На турниру у Дубаију, изгубила је у првом колу, када ју је поразила Марија Кириленко. На турниру у Дохи, Петрова је освојила своју другу титулу, победивши Амели Моресмо у финалу. Победа ју је довела до 7. места на ВТА листи. Моресмо ју је затим поразила у четвртфиналу Мајами опена.
На турниру у Амелија Ајланду, Петрова је освојила још једну титулу, а у финалу је победила Франческу Скјавоне. Недељу дана касније освојила је своју другу узастопну титулу, у Чарлстону, а током такмичења поразила је Аљону Бондаренко, Луци Шафарову, Каталину Катању, Ану-Лену Грененфилд и Пати Шнидер. Након што је освојила овај турнир прве категорије, достигла је четврто место на ВТА листи. Освојила је и следећи турнир на коме је учествовала, Немачка опен у Берлину, освојивши два узастопна турнира прве категорије. У финалу победила је Жистин Енен-Арден. Након освајања овог турнира, достигла је највишу позицију у својој каријери, 3. место на ВТА листи.
Након великих успеха које је остварила, Петрова је била један од фаворита за освајање Ролан Гароса. Ипак, на опште изненађење, Акико Моригами ју је поразила још у првом колу. Петрова је, након пораза, рекла да је највећи „кривац“ за њен пораз повреда зглоба коју је задобила недуго пред турнир. Повукла се са Вимблдона 2006, и није победила у иједном мечу током серије турнира пред Отворено првенство САД. На самом Отвореном првенству Сједињених Држава, Петрову је у мечу трећег кола победила Татјана Головин. Достигла је четвртфинале Кина опена, у коме ју је поразила Јелена Јанковић.
На турниру у Штутгарту, Петрова је освојила своју први титулу од Немачка опена у мају. У финалу је победила Татјану Головин. Освајање ове титуле довело је до тога да се поново нађе међу пет најбољих тенисерки света. Њен следећи резултат било је финале Купа Кремља, у коме је изгубила од Ане Чакветадзе. На турниру у Линцу, на ком је бранила титулу, Марија Шарапова ју је поразила у финалу. На ВТА завршном турниру у Мадриду забележила је два пораза у такмичењу по групама, а једину победу остварила је у мечу против Амели Моресмо. Завршила је годину на шестом месту ВТА листе.

### 2007.
Сезону је почела играјући у Хопман купу, а партнер јој је био Дмитриј Турсунов. Турнир је одржан у Перту, а Русија је освојила титулу, победивши Шпанију у финалу, са сва три добијена меча. Њен први ВТА турнир сезоне био је турнир у Сиднеју, али је морала да преда свој први меч противници Ани Ивановић. На Отвореном првенству Аустралије стигла је до трећег кола, у ком ју је поразила Серена Вилијамс.
На женском турниру у Паризу, Петрова је освојила своју седму титулу у каријери и прву у сезони. Партнерка у финалу била јој је Луци Шафарова, а резултат меча био је 4-6, 6-1, 6-4. На следећем турниру, у Антверпену, стигла је до четвртфинала, када ју је поразила Ана Чакветадзе. На турниру у Индијан Велсу је достигла четврто коло, али је тај меч морала да преда Татјани Головин због повреде. Затим је достигла и четвртфинале Мајами опена (победила ју је Жистин Енен) и финале турнира у Амелија Ајланду (изгубила од Головин), на ком је била бранилац титуле.
Играла је за руску Фед куп репрезентацију, победивши Анабел Медину Гаригес у свом једином мечу, што је дало Русији предност од 5-0 против Шпаније. Требало је да одигра још један меч, али је одлучила да га не игра. Први турнир на шљаци Петрове те сезоне био је Варшава опен. На том турниру, елиминисала ју је Мара Сантанђело већ у другом колу.
На Немачка опену, Петрова је требало да брани титулу, али је ју је Светлана Кузњецова победила у четвртом колу турнира. Предала је свој меч трећег кола на Италија опену, у ком јој је противница била Јелена Дементјева. Била је 11. носилац на Отвореном првенству Француске, али је Квета Пешке направила велико изненађење победивши је већ у првом колу. Петрова је, након пораза, рекла да је повреда кичме, која ју је приморала да преда меч у Риму, и даље брине. То је био њен други узастопни пораз на Ролан Гаросу у првом колу због повреде.
Петрова се ипак вратила за сезону на травнатим теренима, и достигла полуфинале турнира у Истборну. Иако ју је поразила Амели Моресмо, руска тенисерка вратила се међу десет најбољих светских тенисерки. На Вимблдону 2007, достигла је четврто коло, а тада ју је поразила Ана Ивановић. Ово је био први пут још од Отвореног првенства Аустралије 2006. године да је Петрова достигла четврто коло једног гренд слем турнира.
Поново је играла за Фед куп репрезентацију Русије. Иако је изгубила у свом првом мечу против Винус Вилијамс, поразила је Мајлен Ту, а заједно са Јеленом Веснином је поразила Вилијамсову и Лису Рејмонд. Петрова је тако знатно допринела победи Русије против САД.
Следећи турнир на коме је наступила био је Акјура класик у Сан Дијегу. Поразила ју је Пати Шнидер у четвртом колу. Затим је достигла и финале Лос Анђелес опена, у ком ју је поразила Ана Ивановић. Постигла је још један добар резултат на Роџерс Купу: стигла је до четвртфинала, а тада је поражена од стране Жистин Енен.
Била је седми носилац на Отвореном првенству Сједињених Држава. Лако је дошла до трећег кола, али ју је тада поразила Агнеш Савај. Овај пораз значио је да није стигла даље од четвртог кола на иједном гренд слем турниру те године, по први пут још од 2002. Затим ју је поразила Викторија Азаренка у првом мечу Петрове на Луксембург опену. Ипак, достигла је четвртфинале турнира у Штутгарту, али је тада морала да преда свој меч Јелени Јанковић. Требало је да игра на турниру у Линцу, али је отказала учешће због повреде левог кука. Ово је за њу била разочаравајућа сезона, коју је завршила на 14. месту, њеној најнижој позицији на крају сезоне у последњих пет година.

### 2008.
На почетку сезону 2008, такмичила се на турниру у Гоулд Коусту, Аустралија. Ипак, поражена је у свом првом мечу, када ју је победила Татјана Гарбин у три сета. Лош резултат поновила је и на турниру у Сиднеју, где ју је Сибил Бамер поразила у првом колу. На Отвореном првенству Аустралије стигла је до четвртог кола, у ком ју је поразила Агњешка Радвањска. Будући да је претходне сезоне била поражена у трећем колу, Петрова је на овом турниру зарадила поене.
Иако је бранила титулу на турниру у Паризу, победила ју је Катерина Бондаренко већ у првом колу. Лоше резултате наставила је и на турнирима у Доху и Дубаију. Такође је морала да преда и меч првог кола на Мајами опену. На Немачка опену је изгубила у првом колу од Марије Кириленко. Стигла је до трећег кола Ролан Гароса, а тада ју је поразила Светлана Кузњецова. И поред лоших резултата у првој половини сезоне, Петрова је успела да достигне финале турнира у Истборну, али ју је тада у три сета поразила Радвањска.
Вимблдон 2008. био је њен следећи турнир. Достигла је је четврфинале, у коме ју је поразила Јелена Дементјева у три сета (6-1, 6(6)-7, 6-3). Затим је играла на Роџерс Купу. Тада ју је Доминика Цибулкова победила у мечу трећег кола. Ипак, освојила је титулу у Синсинатију, поразивши Натали Деши у финалу. То је била њена прва титуле сезоне и осма у каријери. Играла је треће коло Отвореног првенства САД, у ком ју је победила Флавија Пенета.
Петрова је затим постигла високе резултате: полуфинале турнира у Балију, финале у Штутгарту и четвртфинале Купа Кремља, а освојила је и титулу на турниру у Квебек Ситију. Након што се Серена Вилијамс повукла са ВТА шампионата, завршног турнира сезоне, Петрова је дошла на турнир као прва резерва, али ју је у једином мечу који је одиграла на шампионату поразила Јелена Дементјева.

## Пласман на ВТА листи на крају сезоне
| Година  | 1997 | 1998 | 1999 | 2000 | 2001 | 2002 | 2003 | 2004 | 2005 | 2006 | 2007 | 2008 |
| Пласман | 589  | 142  | 95   | 62   | 39   | 111  | 12   | 12   | 9    | 6    | 14   | 11   |

## Награде
- 2004: Награда ВТА за тенисерку која је највише напредовала

## Контроверзе
Када ју је Татјана Головин победила у финалу турнира у Амелија Ајланду 2007. године, Нађа Петрова је изјавила да је то било „јер је противница имала среће“. Током интервјуа за Еуроспорт, рекла је како није сигурна зашто није могла да победи „највећу Рускињу од свих француских тенисерки“.
Играјући у пару са Светланом Кузњецовом на Вимблдону 2007, Петрова је ударила лоптицу, која је погодила једну од противница, Лизел Хубер, у врат. Хуберова је од јачине ударца пала на земљу и заплакала. Иако је ударац вероватно био случајан, Хуберова је напала Петрову да је то намерно урадила. Две руске тенисерке су дошле до мреже и викале на своје противнице. На крају је позван доктор и меч је настављен. Кузњецова и Петрова су изгубиле од Хуберове и њене саиграчице Каре Блек, које су касније и освојиле титулу.

## Финала (44)

### Појединачно (19)

#### Победе (9)
| Легенда           |
| Тијер I (2)       |
| Тијер II (5)      |
| Тијер III (2)     |
| Тијер IV и V (0)  |
| Гренд слем (0)    |
| ВТА шампионат (0) |

| Бр. | Датум               | Турнир                 | Локација                      | Подлога      | Противница у финалу | Резултат      |
| 1.  | [30. октобар] 2005. | Линц опен              | Линц, Аустрија                | Тврда (хала) | Пати Шнидер         | 4–6, 6–3, 6–1 |
| 2.  | 4. март 2006.       | Катар тотал опен       | Доха, Катар                   | Тврда        | Амели Моресмо       | 6–3, 7–5      |
| 3.  | 9. април 2006.      | Турнир Амелија Ајланда | Амелија Ајланд, Флорида, САД  | Шљака        | Франческа Скјавоне  | 6–4, 6–4      |
| 4.  | 16. април 2006.     | Куп породичног круга   | Чарлстон, Јужна Каролина, САД | Шљака        | Пати Шнидер         | 6–3, 4–6, 6–1 |
| 5.  | 14. мај 2006.       | Немачка опен           | Берлин, Немачка               | Шљака        | Жистин Енен         | 4–6, 6–4, 7–5 |
| 6.  | 8. октобар 2006.    | Турнир у Штутгарту     | Штутгарт, Немачка             | Тврда (хала) | Татјана Головин     | 6–3, 7–6      |
| 7.  | 5. фебруар 2007.    | Париз опен             | Париз, Француска              | Тепих (хала) | Луци Шафарова       | 4–6, 6–1, 6–4 |
| 8.  | 17. август 2008.    | Синсинати Мастерс      | Синсинати, САД                | Тврда        | Натали Деши         | 6–2, 6–1      |
| 9.  | 2. новембар 2008.   | Бел Челинџ             | Квебек Сити, Канада           | Тепих (хала) | Бетани Матек        | 4–6, 6–4, 6–1 |

#### Порази (10)
| Бр. | Датум             | Турнир                 | Локација                      | Подлога      | Противница у финалу | Резултат          |
| 1.  | 26. октобар 2003. | Линц опен              | Линц, Аустрија                | Тврда (хала) | Ај Сугијама         | 7–5, 6–4          |
| 2.  | 24. јануар 2004.  | Турнир Златне обале    | Гоулд Коуст, Аустралија       | Тврда        | Ај Сугијама         | 1–6, 6–1, 6–4     |
| 3.  | 8. мај 2005.      | Немачка опен           | Берлин, Немачка               | Шљака        | Жистин Енен         | 6–3, 4–6, 6–3     |
| 4.  | 16. октобар 2005. | Бангкок опен           | Бангкок, Тајланд              | Тврда        | Никол Вајдишова     | 6–1, 6–7(5), 7–5  |
| 5.  | 15. октобар 2006. | Куп Кремља             | Москва, Русија                | Тепих (хала) | Ана Чакветадзе      | 6–4, 6–4          |
| 6.  | 29. октобар 2006. | Линц опен              | Линц, Аустрија                | Тврда (хала) | Марија Шарапова     | 7–5, 6–2          |
| 7.  | 8. април 2007.    | Турнир Амелија Ајланда | Амелија Ајланд, Флорида, САД  | Шљака        | Татјана Головин     | 6–2, 6–1          |
| 8.  | 12. август 2007.  | Лос Анђелес опен       | Лос Анђелес, Калифорнија, САД | Тврда        | Ана Ивановић        | 7–5, 6–4          |
| 9.  | 21. јун 2008.     | Истборн опен           | Истборн, Уједињено Краљевство | Трава        | Агњешка Радвањска   | 6–4, 6–7(11), 6–4 |
| 10. | 5. октобар 2008.  | Турнир у Штутгарту     | Штутгарт, Немачка             | Тврда (хала) | Јелена Јанковић     | 6–4, 6–3          |

### Парови (25)

#### Победе (15)
| Легенда           |
| ----------------- |
| Тијер I (7)       |
| Тијер II (5)      |
| Тијер III (2)     |
| Тијер IV (0)      |
| Гренд слем (0)    |
| ВТА шампионат (1) |

| #   | Датум               | Турнир                     | Локација                      | Подлога | Партнерка           | Противнице у финалу                      | Резултат            |
| --- | ------------------- | -------------------------- | ----------------------------- | ------- | ------------------- | ---------------------------------------- | ------------------- |
| 1.  | 18. јун 2001.       | Ордина опен                | Хертохенбос, Холандија        | Трава   | Руксандра Драгомир  | Ким Клајстерс Миријам Ореманс            | 7–6(5), 6–7(5), 6–4 |
| 2.  | 22. октобар 2001.   | Линц опен                  | Линц, Аустрија                | Тепих   | Јелена Докић        | Ел Каљен Ченда Рабин                     | 6–1, 6–4            |
| 3.  | 21. октобар 2002.   | Линц опен                  | Линц, Аустрија                | Тепих   | Јелена Докић        | Рика Фуџивара Ај Сугијама                | 6–3, 6–2            |
| 4.  | 29. септембар 2003. | Куп Кремља                 | Москва, Русија                | Тепих   | Меган Шонеси        | Анастасија Мискина Вера Звонарјова       | 6–3, 6–4            |
| 5.  | 22. март 2004.      | Мајами опен                | Мајами, Флорида, САД          | Тврда   | Меган Шонеси        | Светлана Кузњецова Јелена Лиховцева      | 6–2, 6–3            |
| 6.  | 5. април 2004.      | Турнир Амелија Ајланда     | Амелија Ајланд, Флорида, САД  | Тврда   | Меган Шонеси        | Миријам Казанова Алиша Молик             | 3–6, 6–2, 7–5       |
| 7.  | 3. мај 2004.        | Немачка опен               | Берлин, Немачка               | Тврда   | Меган Шонеси        | Џенет Хусарова Кончита Мартинез          | 6–2, 2–6, 6–1       |
| 8.  | 10. мај 2004.       | Отворено првенство Италије | Рим, Италија                  | Шљака   | Меган Шонеси        | Паола Суарез Вирхинија Руано Паскуал     | 2–6, 6–3, 6–3       |
| 9.  | 19. јул 2004.       | Лос Анђелес опен           | Лос Анђелес, Калифорнија, САД | Тврда   | Меган Шонеси        | Кончита Мартинез Вирхинија Руано Паскуал | 6–7(2), 6–4, 6–3    |
| 10. | 23. август 2004.    | Пајлот Пен Тенис           | Њу Хејвен, САД                | Тврда   | Меган Шонеси        | Мартина Навратилова Лиса Рејмонд         | 6–1, 1–6, 7–6(4)    |
| 11. | 8. новембар 2004.   | ВТА првенство              | Лос Анђелес, Калифорнија, САД | Тврда   | Меган Шонеси        | Кара Блек Рене Стабс                     | 7–5, 6–2            |
| 12. | 15. август 2006.    | Канада опен                | Монтреал, Канада              | Тврда   | Мартина Навратилова | Кара Блек Ана-Лена Гренефелд             | 6–1, 6–2            |
| 13. | 18. август 2008.    | Синсинати Мастерс          | Синсинати, САД                | Тврда   | Марија Кириленко    | Су-Веј Сије Јарослава Шедова             | 6-3 4-6 [10-8]      |
| 14. | 21. септембар 2008. | Токио опен                 | Токио, Јапан                  | Тврда   | Вања Кинг           | Лиса Рејмонд Саманта Стосур              | 6–1, 6–4            |
| 15. | 12. октобар 2008.   | Куп Кремља                 | Москва, Русија                | Тепих   | Катарина Среботник  | Кара Блек Лизел Хјубер                   | 6-4, 6-4            |

#### Порази (10)
| - 2001: Бол (са Пишник) - 2001: Њу Хејвен (са Докић) - 2002: Москва (са Докић) - 2002: Цирих (са Докић) - 2003: Хертохенбос (са Пирс) | - 2003: Лајпциг (са Лиховцевом) - 2003: Рим (са Докић) - 2005: Индијан Велс (са Шонеси) - 2006: Дубаи (са Кузњецовом) - 2008: Бали (са Домачовском) |